# Oprah Winfrey

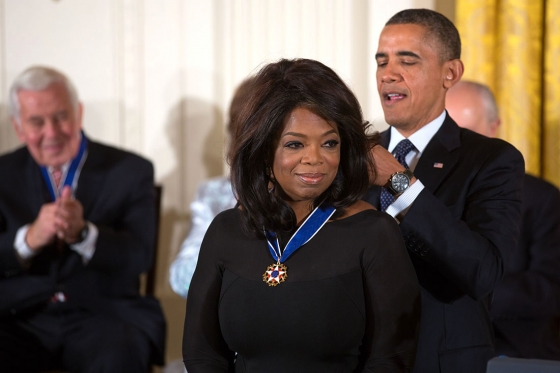
Winfrey ontvangt de Presidential Medal of Freedom in 2013

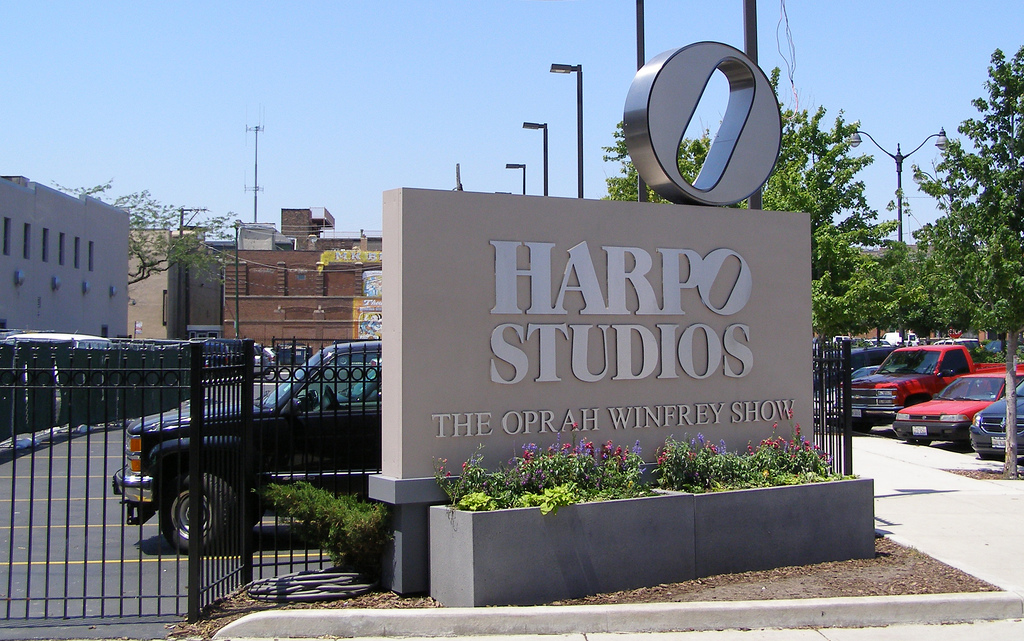
Bord bij de Harpo-studio's waar The Oprah Winfrey Show werd opgenomen

Oprah Winfrey, geboren als Oprah Gail Winfrey  (Kosciusko, 29 januari 1954), is een Amerikaanse televisiepresentatrice, actrice, producer en ondernemer. 

## Levensloop

### Jeugd
Winfrey werd geboren in een baptistische familie. Haar ouders, Vernita Lee en Vernon Winfrey, wilden haar Orpah noemen, naar de Moabitische vrouw in het Bijbelboek Ruth. Doordat Winfreys ouders ongetrouwde tieners waren toen zij geboren werd, bracht zij haar kinderjaren door bij haar oma. Op haar zesde trok zij in bij haar moeder. In deze periode werd zij door verscheidene neven en ooms misbruikt. Al op de leeftijd van 14 raakte zij in verwachting, maar haar kind werd te vroeg geboren en stierf. Hierop trok Winfrey in bij haar vader. Vernon was zeer streng, maar zorgde ervoor dat Winfrey naar school ging.
Op 24 januari 2011 maakte Winfrey in haar programma bekend dat ze een halfzus genaamd Patricia heeft; zij wist dit zelf ook nog maar sinds enkele weken. Haar moeder zou zwanger zijn geraakt toen Winfrey, toen 9 jaar oud, bij haar vader woonde. Haar moeder had het kind afgestaan voor adoptie.

### Carrière
Winfrey begon haar omroepcarrière bij WVOL-radio in Nashville, terwijl ze nog op de middelbare school zat. Op haar 19e was zij de jongste en eerste Afro-Amerikaanse vrouw die het nieuws presenteerde bij een lokaal televisiestation.
In 1984 verhuisde Winfrey naar Chicago om het middagprogramma AM Chicago te presenteren. Binnen een maand was AM Chicago het populairste programma in dit genre. Binnen een jaar werd de zendtijd van het programma tot een uur uitgebreid en kreeg het de nieuwe titel The Oprah Winfrey Show. Vanaf 1986 was het programma landelijk te zien. Winfrey's eigen Harpo Studio produceerde het programma, dat in de Verenigde Staten 25 jaar lang telkens 40 miljoen kijkers bereikte en in 150 landen te zien was, zo ook in Nederland bij RTL. In november 2011 werd de laatste aflevering in Nederland uitgezonden. In 2013 ontving Winfrey de Presidential Medal of Freedom.
IN 2017 ging Winfrey als speciaal journalistiek medewerkster werken voor nieuwsprogramma 60 Minutes.

#### Harpo Productions
In 2008 lanceerde Winfrey het plan om haar televisiestation op te richten, het Oprah Winfrey Network (OWN). Het kanaal ging in 2011 van start en trekt 85 miljoen kijkers in de Verenigde Staten. Daarnaast produceert Winfrey ook Oprah's Lifeclass, een multimediaplatform met miljoenen studenten in 200 landen die live, on-line en via de sociale media met haar in verbinding staan. De website Oprah.com is vooral gericht op vrouwen en geeft adviezen op het gebied van lichaam en geest, eten, huis en relaties. De website heeft een zeer succesvol onderdeel, Winfrey's Book Club, de grootste boekenclub ter wereld met ongeveer 2 miljoen leden. Haar maatschappij Harpo Productions (waarin "Oprah" achterstevoren is geschreven) verzorgde naast haar programma ook haar zender Oxygen, die zich richtte op internet en televisie voor vrouwen van deze tijd. Oxygen zond ook Oprah after the Show uit, waarin zij napraat met gasten en publiek.
Harpo verzorgt naast films en haar bekende televisieprogramma's ook televisiedrama's, dvd's, internetproducten en een populair tijdschrift, O, The Oprah Magazine, een glossy die iedere maand verschijnt en vooral gaat over de vrouw en haar leven. Het blad heeft een oplage van ruim 2 miljoen exemplaren.
Onder Harpo Productions bracht Winfrey enkele spraakmakende interviews uit, onder andere met Lance Armstrong over zijn dopinggebruik tijdens zijn wielercarrière, als met Meghan Markle en prins Harry nadat zij besloten hun bevoegdheden in het Britse koningshuis op te geven.
Winfrey mag zich miljardair noemen. Verscheidene malen noteerde het zakentijdschrift Forbes haar als de enige zwarte miljardair ter wereld, die in september 2009 een geschat vermogen had van ruim 2,3 miljard dollar. In 2005, 2007 en 2008 werd zij door Forbes bovendien uitgeroepen tot de machtigste beroemdheid ter wereld, een kwalificatie waarbij zowel het inkomen als de media-aandacht voor de persoon in aanmerking genomen wordt.

#### Film
Winfrey maakte in 1985 haar acteerdebuut als Sofia in The Color Purple van regisseur Steven Spielberg, waarmee ze een Golden Globe won, alsmede een Oscarnominatie in de wacht sleepte. Met haar filmafdeling, Harpo Films, is Winfrey verantwoordelijk voor veel verfilmingen van klassieke en hedendaagse literatuur. Zo speelde ze in 1998 de hoofdrol, samen met Danny Glover in Beloved, een boek van Toni Morrison dat een Pulitzerprijs had gewonnen. Ook speelde ze een hoofdrol in de 2013 verschenen film The Butler.

#### Filantrope
Winfrey is ervan overtuigd dat onderwijs de sleutel is naar vrijheid en de kans voor een betere toekomst. Daarom heeft ze via haar eigen liefdadigheidsinstelling The Oprah Winfrey Foundation honderden subsidies verleend aan organisaties die zich inzetten voor onderwijs en emancipatie van vrouwen in Amerika, maar ook in andere landen. Daarnaast geeft ze beurzen aan studenten die hun opleiding willen gebruiken ten behoeve van de gemeenschap, waar ze zelf vandaan komen.
In 2000 bezocht Winfrey in Zuid-Afrika Nelson Mandela en zegde toe de Oprah Winfrey Leadership Academy for Girls op te richten. Ze doneerde $ 40 miljoen voor deze school, die in 2007 openging. In weerwil van de armoede en de sociale omstandigheden leidt deze school talentvolle meisjes op om in de toekomst de vrouwelijke leiders van Zuid-Afrika te worden. In januari 2012 kregen de eerste 72 studentes hun einddiploma.
Winfrey’s betrokkenheid bij kinderen bracht haar ertoe om het initiatief te nemen voor een Nationale Kinderbeschermings Wet in 1991, toen ze getuigde voor de juridische commissie van de Amerikaanse Senaat. Bij wet moest geregeld worden dat er een nationale databank zou komen van veroordeelde kindermisbruikers. Eind 1993 ondertekende president Clinton deze ‘’Oprah Wet.’’

## Trivia
- In de jaren negentig verscheen Winfrey regelmatig in de sensatiepers in verband met haar jojo-dieet.
- In april 1997 vervulde Winfrey een gastrol in de comedy Ellen. Zij speelde in The Puppy Episode de psychotherapeut die Ellen Morgan (gespeeld door Ellen DeGeneres) helpt bij haar coming-out.
- In augustus 2004 moest Winfrey haar juryplicht vervullen.
- In 2005 speelde Winfrey een speciaal voor het programma Oprah Winfrey geschreven rol in Desperate Housewives. Er werd geen nieuwe verhaallijn voor haar geschreven, maar wel werden nieuwe scènes met haar opgenomen, die opnieuw werden gecombineerd met al eerder opgenomen en eerder uitgezonden scènes van de andere acteurs.
- In mei 2008 kreeg de poedel van Winfrey een nest van 9 pups. Zij baarde veel opzien door deze pups te vernoemen naar bekendheden als Ozzy Osbourne en Jay-Z.